# カステルフォルテ
カステルフォルテ（伊: Castelforte）は、イタリア共和国ラツィオ州ラティーナ県にある、人口約4,100人の基礎自治体（コムーネ）。

## 地理

### 位置・広がり

#### 隣接コムーネ
隣接するコムーネは以下の通り。括弧内のFRはフロジノーネ県、CEはカゼルタ県（カンパニア州）所属を示す。
- コレーノ・アウゾーニオ (FR)
- ロッカ・デヴァンドロ (CE)
- サンタンドレーア・デル・ガリリャーノ (FR)
- サンティ・コズマ・エ・ダミアーノ
- セッサ・アウルンカ (CE)
- ヴァッレマーイオ (FR)

### 気候分類・地震分類
カステルフォルテにおけるイタリアの気候分類 (it) および度日は、zona C, 1313 GGである。
また、イタリアの地震リスク階級 (it) では、zona 3A (sismicità bassa) に分類される。

## 行政
- 山岳共同体 "Monti Aurunci" に属する